# Kylo Ren
Kylo Ren là một nhân vật hư cấu trong vũ trụ Star Wars. Giới thiệu trong bộ phim Star Wars: Thần lực thức tỉnh (2015), được thể hiện bởi diễn viên Adam Driver. Kylo Ren là biệt hiệu chiến tranh của Ben Solo, con của Han Solo và Leia Organa. Mặc dù được tập luyện Jedi dưới chú của mình, Luke Skywalker, Ren bị lùa về mặt tối bởi Thủ lĩnh Tối cao Snoke. Kylo là chỉ huy của Tổ chức Thứ Nhất và thủ lĩnh của Hiệp sĩ dòng Ren, một tổ chức bóng tối thành lập từ Đế Chế Thiên Hà. Kylo Ren tiếp tục xuất hiện trong bộ phim Star Wars: The Last Jedi (2017).

## Sáng tạo
Sau khi Lucasfilm được Công ty Walt Disney mua lại vào năm 2012, kịch bản cho The Force Awakens được viết bởi Lawrence Kasdan, J. J. Abrams và Michael Arndt, không có sự tham gia trực tiếp từ người sáng tạo Star Wars George Lucas. Theo đạo diễn Abrams, Tổ chức Thứ Nhất được lấy cảm hứng từ tổ chức ODESSA, một mạng lưới lý thuyết của các sĩ quan SS chạy trốn sang Argentina sau Chiến tranh thế giới thứ II.
Adam Driver được tuyển vào một vai chưa xác định vào 29/1/2014. Kylo xuất hiện trong đoạn teaser dài 88 giây của Star Wars: The Force Awakens bởi Lucasfilm nhưng vẫn chưa được cho biết tên. Cái tên Kylo Ren được tiết lộ bởi Entertainment Weekly vào tháng 12 năm 2014. Bức ảnh của Vanity Fair chụp vào tháng 5 năm 2015 đã cho thấy Adam đã chính thức đóng vai nhân vật này.
Trong một cuộc phỏng vấn với Time, thiết kế trang phục cho phim The Force Awakens Michael Kaplan nói rằng đạo diến Abrams muốn chiếc mặt nạ của Kylo thật đáng nhớ đối với trẻ con. Sau nhiều lần thử, cuối cùng chiếc mặt nạ cũng vừa ý Abrams. Kaplan trả lời:
I don't know if it was the kind of spaghetti type lines on it or what, but the next time J.J. came by that was what we presented to him and he loved it. Also the silver in those lines kind of reflects and changes color with the action. You know, if he's standing in front of fire you see that, so it almost brings you into the mask.

Abrams nói với Entertainment Weekly vào tháng 8 năm 2015, rằng "Bộ phim sẽ giải thích nguồn gốc của chiếc mặt nạ, nhưng thiết kế này lại là một điểm nhấn cho mặt nạ của Vader".

## Nhân vật
Abrams nói với tờ Empire vào tháng 8 năm 2015, "Kylo Ren không phải một người Sith. Anh ta làm việc dưới trướng của Thủ lĩnh tối cao Snoke, một nhân vật mạnh mẽ với Thần lực bóng tối." Abrams trước đó đã nói với tờ Entertainment Weekly rằng nhân vật này, "đến với cái tên Kylo Ren khi anh ta gia nhập nhóm Hiệp sĩ dòng Ren." Robbie Collin của The Telegraph đã miêu tả Ren như là một "thanh thiếu niên cực đoan, chiến binh thánh chiến của Mặt tối Thần lực, người có thanh gươm ánh sáng rì rầm dữ dội như tính khí của anh ta". Melissa Leon của The Daily Beast miêu tả 
cách Ren sử dụng Thần lực là "đáng gờm", trích dẫn rằng Kylo có thể làm cho tia la-de dừng lại, vô hiệu hóa đối phương và đọc ý nghĩ người khác.
Kasdan nói với Entertainment Weekly vào tháng 8 năm 2015, "Tôi đã viết kịch bản cho 4 phần phim Star Wars, và không một nhân vật nào trước đây giống với nhân vật mà Adam diễn xuất. Tôi nghĩ rằng các bạn sẽ thấy một thứ gì đó hoàn toàn mới mẻ cho Star Wars," thêm vào rằng nhân vật có "đầy cảm xúc". Abrams giải thích, "Tôi nghĩ điều độc đáo về nhân vật này chính là do anh ta chưa hoàn thiện như Vader... Anh ta không phải là kiểu phản diện rập khuôn hay nghịch ria mép. Anh ta phức tạp hơn thế." Driver nói vào tháng 12 năm 2015, mặc dù Kylo có thiết kế giống Vader, nhưng Ren "không như một nhân vật phản diện nào trong Star Wars."

## Xuất hiện

### The Force Awakens(2015)
Kylo Ren xuất hiện lần đầu trong Thần lực thức tỉnh (2015) là chỉ huy của Tổ chức Thứ Nhất được thành lập sau sự sụp đổ của Đế Chế. Sau khi tới Jakku để lấy bản đồ chứa tọa độ dẫn tới Luke Skywalker, Ren giết Lor San Tekka và bắt giữ phi công Poe Dameron, người được cử đi bởi Đại tướng Leia Organa cũng để truy tìm tấm bản đồ. Ren sau khi tra tấn Poe, phát hiện ra nơi giấu bản đồ trong con người máy dòng BB, BB-8. Poe được giải cứu bởi Stormtrooper đào ngũ, Finn.